# 万茨莱本-伯尔德
万茨莱本-伯尔德（德語：Wanzleben-Börde，發音：[ˈvantsˌleːbn̩ ˈbœʁdə]）是德国萨克森-安哈尔特州伯尔德县的城市，面积188.07平方千米，2023年12月31日人口为13,669人。该市镇于2010年1月1日由市镇博特默斯多夫、多默斯莱本、德赖莱本、埃根施泰特、大罗登斯莱本、霍恩多德莱本、小罗登斯莱本、塞豪森和万茨莱本合并而成。2010年9月1日，市镇小万茨莱本并入万茨莱本-伯尔德。